# Eutelothyria trinitatis
Eutelothyria trinitatis är en tvåvingeart som beskrevs av Thompson 1963. Eutelothyria trinitatis ingår i släktet Eutelothyria och familjen parasitflugor. Inga underarter finns listade i Catalogue of Life.